# حركة خدمة أمريكا
حركة خدمة أمريكا (بالإنجليزية: Serve America Movement، واختصارًا: SAM) هي منظمة سياسية كبيرة تأسست في عام 2017 من قبل محامي مورغان ستانلي إريك غروسمان. حقق الحزب أول ظهور له في ولاية نيويورك مع الوصول إلى عملية الاقتراع لاختيار قياداته، ولكن اعتبارًا من 4 نوفمبر 2021 فقد وضعه في الاقتراع. بموجب قانون الانتخابات الحالي في نيويورك يتعين على الأحزاب الحصول على أكثر من 130 ألف صوت كل عامين للحفاظ على حق الاقتراع. صرح الحزب بأنه يعتزم تجاوز حد التصويت في الانتخابات أو استخدام الالتماسات للوصول إلى الولايات الأخرى، من أجل خوض الانتخابات المستقبلية.
خاض الحزب أول انتخابات له في انتخابات حاكم ولاية نيويورك لعام 2018 مع المرشحة ستيفاني مينر الرئيسة السابقة للحزب الديمقراطي في نيويورك والعمدة السابق لبلدية سيراكيوز.
اندمجوا مع حزب إلى الأمام وحركة تجديد أمريكا في عام 2022.

## الأيديولوجيا
اتخذ الحزب عمومًا نهجًا وسطيًا أو يمين الوسط، كما أسسه أعضاء سابقون في إدارة جورج دبليو بوش. كنتيجة للأسس الأيديولوجية للحزب، فقد كان يهدف إلى جذب الجمهوريين المعتدلين والمستقلين والديمقراطيين الوسطيين في حركة للعمل من أجل إصلاحات انتخابية عديدة مثل التصويت على أساس الترتيب ، والانتخابات التمهيدية المفتوحة.

### منصة الحزب
اتبع الحزب مجموعة من المبادئ العامة بدلاً من أيديولوجية سياسات موضوعية، من أجل السعي وراء نتيجة مشتركة دون خلافات سياسية مسببة للانقسام.
من أولويات الحزب:
- معالجة عدم المساواة في الدخل.
- ابتكار الرعاية الصحية.
- تحسين نظام التعليم.
- تبقى مسؤولة ماليا.
- تعزيز التنوع.
- احتضان الأسواق الحرة.
- تقديم ضريبة بسيطة وعادلة.
- دعم الديمقراطية الليبرالية محليا ودوليا.
- القيام بإصلاح العدالة الجنائية.
- متابعة الإصلاح الانتخابي (بما في ذلك إلغاء قوانين الخاسرين الشديدة).
- رفض الانعزالية.